# 澎湖越南難民營
澎湖越南難民營，俗稱澎湖難民營。1977年後越南戰爭結束，越南出现華裔跟京族難民逃难各處现象。周遭國家及地区如中国大陆、香港、印尼與臺灣等基於人道主义等因素接濟難民。臺灣安置難民地点其中一個位址在澎湖縣，分別是西嶼鄉竹篙灣（今竹灣村）自1977年至1979年間曾有收容難民的紀錄、白沙鄉講美村的難民營則從1978年12月1日開辦，至1988年11月15日關閉營區，將近11年之久。

## 背景

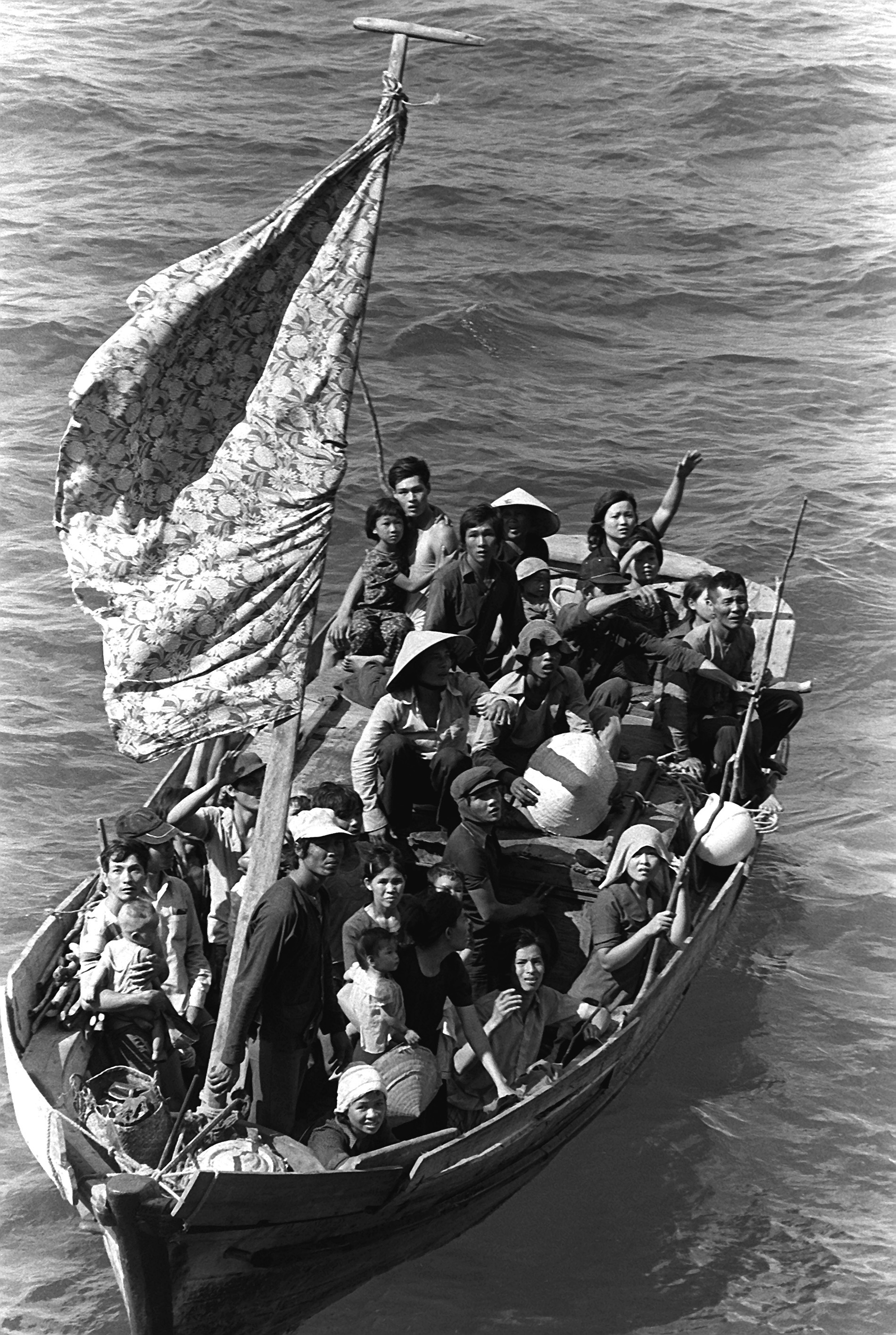
漂泊在海上的越南難民與船隻

1975年北越統一越南全境，南越首都西貢易幟為胡志明市，大批南越華僑開始逃亡；1977年起中國與越南關係交惡:298，1979年中國入侵越南，發生邊界戰爭:298，導致北越境內發生「排華事件」，連北越華僑也踏上逃亡之路，其中也不乏來自寮國與柬埔寨兩國的逃亡華僑，史稱「印度支那難民危機」或「越棉寮難民潮」:31-32、33-34；而這群越華難民多逃難至中国大陸、香港、臺灣、馬來西亞、新加坡、菲律賓與印尼等地:302-305。
美國當時由於參與越南內戰，對於戰後難民的安置有其義務性的接管，而1977年臺灣的中華民國政府與美國仍屬邦交國，在聯合國派遣專員審核難民資格移居外國（永久收容國以美國、加拿大與澳洲為主:307）的期間，臺灣便成為臨時性質的收容區:35。
1979年1月1日美國正式與中華人民共和國建交，和中華民國斷交，並將終止長期以來的《中美共同防禦條約》，但此時越南難民問題仍未結束，美國方面仍遣天主教會普愛會人員提供援助，以保民間的交流不間斷。

## 台灣難民營設立
臺灣最早接收越南海漂難民的「高雄九曲堂接待站」，主要接收從1975年4月越共入侵西貢之前便逃亡的第一批華裔難民，根據1990年出版《救助中南半島難民》的記載中，這批接待總數約莫是3939人，之後有不少難民便在臺灣各處建立聚落、落地生根。
澎湖難民營的管理單位為澎湖防衛司令部，相對於臺灣本島，澎湖地區則因為長期陸陸續續有難民入住，而顯得為人所知。
1978年，《南海血淚》報導中因吃人肉而聲名大噪的「清風號」漁船於12月15日抵達馬公港，船上死者有112人，僅34人倖存，便是安置於澎湖地區。

## 西嶼竹篙灣難民營
最初難民營1977年（民國67年）設立是占用位於西嶼竹篙灣的繼光營區充當「越南難民臨時接待所」，竹篙灣的接待所約莫於1979年（民國68年）關閉，由於接收時間不長，所以未若白沙鄉講美難民營具有代表性。

## 白沙講美難民營

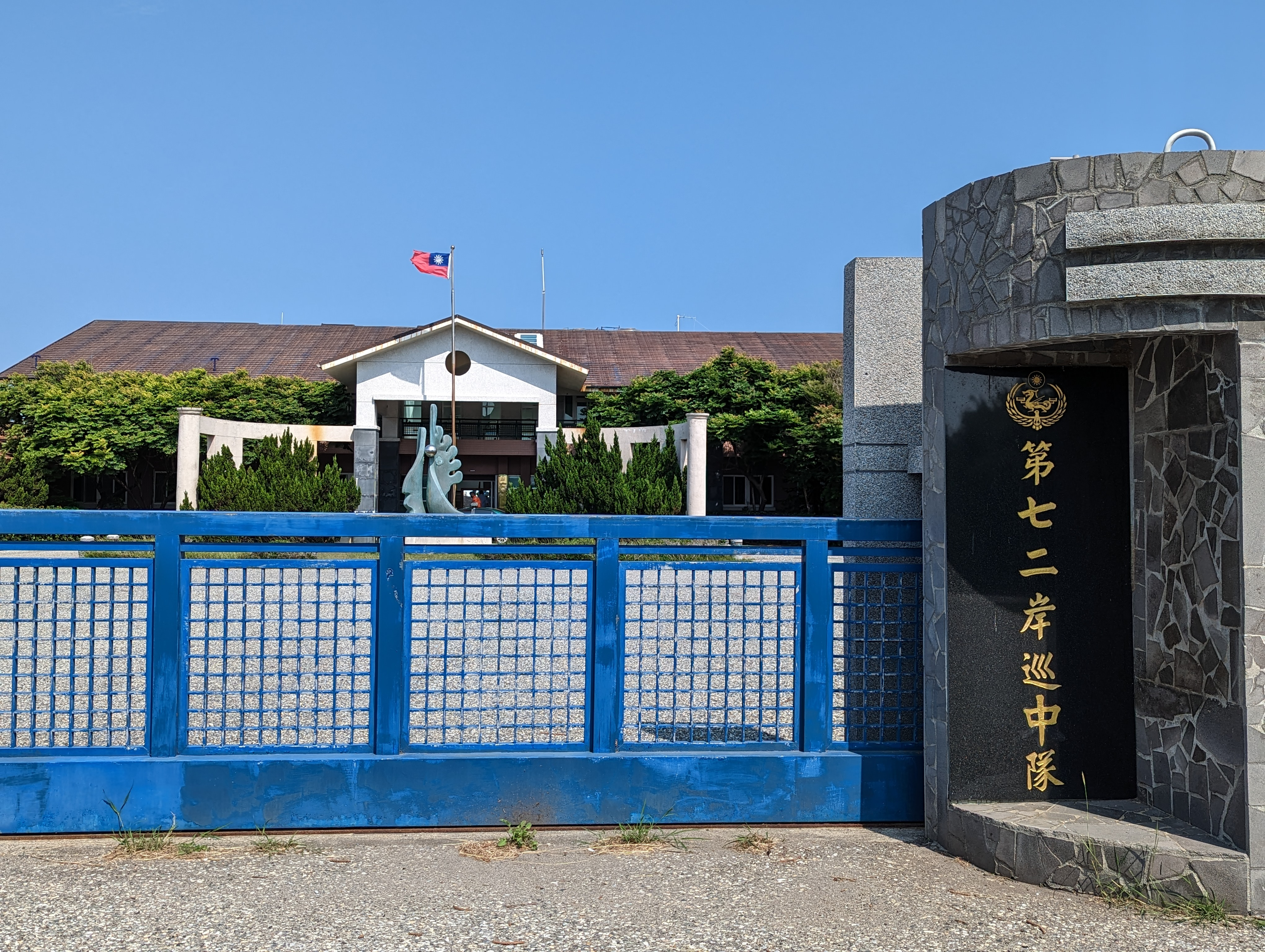
澎湖白沙難民營故址，今海巡署金馬澎分署第七二岸巡中隊本部據點。

白沙講美難民營亦是從軍方營房改建，正式名稱為「中國大陸災胞救濟總會中南半島難民接待中心」，原本安置於西嶼的難民漸多，西嶼收容所不敷使用，所以自1978年12月1日之後，講美地區開始接收「海漂專案」的越南難民，不過該收容區不只收留「海漂專案」難民。該收容所至1988年11月15日關閉營區，計接收45批次，共2098人，收留對象被分化為南越華人、北越華人以及越南人，地址為澎湖縣白沙鄉講美村141-2 號，鄰近講美國小，據稱少數幾名從中國大陸潛逃出來的「反共義士」也接收於此，舊址在2003年4月完全拆除。
現址已改建成海巡署金馬澎分署第七岸巡大隊下轄第七二岸巡中隊本部，地址：澎湖縣白沙鄉講美村141-2號。

### 網球國手阮明
講美難民營曾收容越南享有盛名一時的網球國手阮明（Nguyen Minh）。1972年，年僅14歲的阮明不僅是越南青少年排名第一、全國排名第五的好手，還入選台維斯盃國家隊的第一候補，1974年正式入選國手，可謂前途光明一片，但好景不長，1975年西貢淪陷，越南全境赤化，後繼的越共政權對運動員並不友善，阮明屢屢遭受打壓迫害。阮明為追求更自由的打球環境，在1983年9月乘船潛逃至臺灣，卻受限難民申請歸化法的限制，面臨困在澎湖三年且少有球可打的窘境。所幸阮明境遇被民生報報導之後，在臺灣本島引起廣大的迴響，不少廠商當即表示願意提供器材予阮明，亦有聘用阮明為俱樂部駐場教練的邀約，阮明在1987年也順利入籍中華民國，預計年底代表澎湖參加區運比賽，近況不詳。

### 軍方公告
2003年3月10日講美營區拆除前夕，採訪者劉吉雄、劉禹慶與莊惠惠於現場發現一份「難民營沿革史」的軍方公告，茲引內文如下：
民國六十六年六月十六日，首兩批越南難民先後漂流至台東小琉球海域。其時尚無適當機構處理，救總即於澎湖縣西嶼鄉繼光營區設立「越南難民臨時接待所」，即為「接待中心」之前身。嗣後漂流獲救難民日多，業務亦趨繁複，政府乃於六十七年十二月一日委託救總成立「中國大陸災胞救濟總會中南半島難民接待中心」借用白沙鄉軍營，做為難民營舍，擴大收容。本中心恪遵谷理事長「妥善照顧難民」德意，在澎防部司令官及政戰部主任督導支援之下，釐定全般作業程序及計劃，各項業務遂步入正軌。是乃本中心之沿革。越南淪亡，難民顛沛流離逃亡，正是我們足堪借鏡的教訓，我們必須體認，反共與救國乃是一體之兩面不反共即（？）以救國，要救國首須反共。
 — 難民營沿革史
劉吉雄表示，該公告中「台東小琉球」有誤，而是指「屏東小琉球」才正確。:170-171

### 黃瑾瑜
黃瑾瑜1921年3月23日出生於越南諒山（北越），家族來自廣東省欽州（今屬廣西）。中日戰爭爆發後，黃瑾瑜選擇就讀軍校，冀望能報效中國，參予幾場與侵華日軍零星對抗的戰役，日本在1945年二戰投降後，黃瑾瑜並未返鄉，接受國軍調派在江蘇省服務，但未久因國共內戰爆發，因戰事不利，國軍被迫撤退，黃瑾瑜只得逃亡，輾轉返回尚在法國統治下的越南，並回到諒山老家，後為躲避戰火舉家搬遷至南越，在1975年5月7日搭船離開越南，經歷56日漂泊後出現台灣的蘭嶼外海，幾經波折，全體難民包括黃瑾瑜在內，總計84人順利入境台灣。黃瑾瑜來到台灣後，因具軍方背景，且諳越南話，便被任命為救濟會（全名：中國大陸災胞救濟總會）的科長，負責管理澎湖難民營業務長達11年，直到1990年才離開澎湖。

## 軼聞
- 由於講美難民營運作時間長達十年，且因收容所緊鄰當地講美國小，1978年至1988年（民國67年至77年）間住講美的居民大多有與越南難民相處的記憶；諸如孩童之間互相打群架、在學校課堂上譏笑對方廣東腔的口音等等，又有當時白沙漁民逢人手短缺，便延請難民營村民幫忙之情事；綜觀難民營駐講美村十年，難民營華僑與在地居民雖偶起衝突，但普遍而言相處尚稱和諧。[6][d]
- 1988年（民國77年）講美難民營關閉前，僑委會有派出要員協助難民轉往他國或前往台灣本島輔導就業[6]，也有幾位越南女性嫁予澎湖當地居民，在澎湖長久居住[12]。

## 紀錄片
〈例外之地：台灣海峽之澎湖越南難民營〉，片長65分鐘。導演劉吉雄2003年聽聞講美難民營拆除在即，特地返回原地拍照錄影，爾後經歷多方訪談剪輯而成的紀錄片。

## 外部連結
- 「難民船上的人 （页面存档备份，存于）」：天下雜誌獨立評論系列報導
- 澎湖越南難民營的Facebook專頁
- 黃雋慧：關於在台越戰難民　我想知道的事 （页面存档备份，存于）（《不洞漏拉：越南船民的故事》作者採訪）